# Mecanoscrit del segon origen
Mecanoscrit del segon origen és una novel·la distòpica de ciència-ficció escrita per Manuel de Pedrolo l'any 1974 que va tenir gran èxit de públic, sobretot entre el sector juvenil, i és un dels llibres més venuts de la literatura catalana. L'obra es divideix en sis capítols: els cinc primers són d'una extensió similar i són anomenats «Quaderns» i el darrer és breu i es titula «És l'Alba la mare de la humanitat actual?». La novel·la fou duta a la televisió el 1985 per mitjà d'una sèrie homònima produïda i emesa per TV3, i el 2015 fou adaptada al cinema amb el nom de Segon origen.

## Argument
En aquesta novel·la de ciència-ficció s'explica la història de l'Alba i en Dídac, de 14 i 9 anys, respectivament, que viuen en un poble de Catalunya anomenat Benaura. Ells esdevenen els únics supervivents a la Terra després que uns extraterrestres eliminin pràcticament tota la humanitat. En Dídac és atacat per uns nois del poble perquè és negre. Cau a l'aigua, i l'Alba, que presencia l'escena, s'hi llança per a salvar-lo. És llavors quan apareixen uns plats voladors que ho destrueixen tot, però ells se salven perquè són dins l'aigua.
Durant els quatre anys següents s'hauran d'espavilar sols per a sobreviure en un món destruït i enfrontar-se a tota mena de problemes i dificultats que els fan madurar ràpidament. S'adonen de la importància de preservar el coneixement, i guarden llibres i en llegeixen. Fugen de l'epidèmia i es refugien en una masia, troben morts i supervivents, recorren les ruïnes de Barcelona i la Mediterrània. Sobretot aprenen de tot el que els passa (malalties, defensa de l'enemic) i de la informació que van recollint.
El llibre explora la relació entre els dos joves i la recreació d'un món, com a utopia. La narració s'estructura en capítols que comencen sempre igual, situant l'edat de l'Alba i la seva virginitat o no.
El narrador és omniscient i empra moltes descripcions.

## Anàlisi

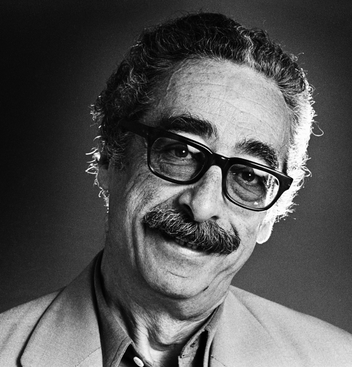
Manuel de Pedrolo, autor de la novel·la.

El poder de suggeriment de l'obra neix de les metàfores que hi ha, el nou món es compara amb l'actual i s'indiquen noves possibilitats d'existència. El descobriment de molts aspectes (com el paper de la cultura o la sexualitat) que fa la parella explica que el llibre hagi agradat tant a adolescents, que se senten identificats amb els protagonistes, tot i que la novel·la no va ser escrita específicament per a ells. Els noms dels protagonistes tenen un valor simbòlic. La noia es diu Alba, perquè és l'inici d'una nova humanitat; igualment, el nom Dídac ve de 'didàctica', per la manera com el nen aprèn a sobreviure i madurar (i simbolitza el procés de creixement de qualsevol ésser humà).
Alba té uns alts valors ètics i les referències al seu passat, amb un pare empresonat injustament, són al·lusions al context de repressió franquista. S'ha identificat l'atac extraterrestre que comença l'apocalipsi amb els bombardejos durant la guerra civil. Per això també vol salvar els llibres i la cultura anterior, en una lectura que es pot interpretar com la protecció de la cultura catalana perseguida pel règim. El seu caràcter de dona i mare es fa evident a la novel·la, que comença cada capítol amb referències al seu estat (verge, embarassada, mare). El fet que ella sobrevisqui a Dídac accentua aquest caràcter de mare única de la humanitat, ja que planeja com s'aparellarà amb el seu fill per regenerar la raça humana.
De Dídac destaca el caràcter mestís, oposant-se al racisme d'altres novel·les de supervivència, com Robinson Crusoe, accentuat pel pare desconegut. No importa d'on es ve sinó el paper que hom juga a la societat. Té unes enormes habilitats mecàniques que ajuden a sobreviure a la parella i actua com a protector de la mare i el nadó, però en tota la novel·la té un rol subordinat a Alba, que l'educa i protegeix, des de l'encontre inicial fins a tots els diàlegs entre ells.

## Traduccions
Ha estat traduïda al castellà (1984), al neerlandès (1986), al basc (1989), al gallec (1989), al francès (1993), al romanès (2000), al portuguès (2004), a l'italià (2011) i a l'asturià (2019). El novembre de 2016 la Diputació de Lleida va finançar la primera traducció a l'anglès i va ser publicada al 2017 per Wesleyan University Press.

## Adaptacions
La novel·la va ser duta a la televisió per mitjà d'una sèrie produïda i emesa per TV3. Catalunya Ràdio també la va adaptar a la ràdio. La productora catalana Antàrtida Produccions, de Carles Porta, va adquirir els drets d'adaptació cinematogràfica de la novel·la. El film va ser dirigit inicialment pel director de cinema Bigas Luna, i després que es morís, per Carles Porta. Finalment es va estrenar el 2015 amb el nom de Segon origen.